# Placência (província)
A província de Placência (em italiano:  Piacenza) é uma província italiana da região da Emília-Romanha com cerca de 265 000 habitantes, densidade de 102 hab/km². Está dividida em 48 comunas, sendo a capital Placência.
Faz fronteira a norte com a Lombardia (província de Lodi e província de Cremona), a este com a província de Parma, a sul com a Ligúria (província de Génova) e a oeste com a Lombardia (província de Pavia) e com o Piemonte (província de Alexandria).